# Paramount (Kalifornija)
Paramount je grad u američkoj saveznoj državi Kalifornija. Prema popisu stanovništva iz 2010. u njemu je živjelo 54.098 stanovnika.